# Singer von Mossau

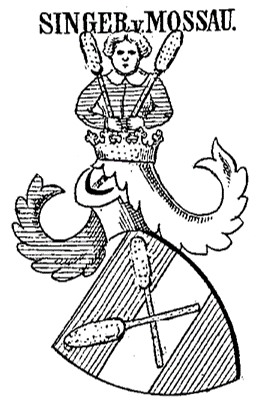
Stammwappen der Singer von Mossau in Siebmachers Wappenbuch

Singer von Mossau (auch Sünger von Moßau) ist der Name eines erloschenen fränkischen Adelsgeschlecht.

## Geschichte
Hans Singer, kurpfälzischer Hofgerichtssekretär zu Amberg, wurde vom Kaiser Rudolf II. am 13. Oktober 1594 in Prag in den Adelsstand erhoben. Das alte Wappen wurde mit dem Turnierhelm verbessert. Ein Sohn des Hans Singer war Onuphrius Singer, der zuletzt Kriegsrat der Adlerbergschen Herrschaft und Stadtverwalter zu Feldkirch war. Seine Söhne Franz Onnuphrius, Regent der Kaunitzschen Güter und Herrschaften und Max Onuphrius erhielten vom Kaiser Leopold I am 5. März 1665 in Wien die Bestätigung des Reichsadelsstands unter dem Namen „von Singern“ und eine Wappenbesserung.
Franz Singer von Mossau auf Löwenhan (Lebenhan, Bezirksamt Bad Neustadt an der Saale, Unterfranken) wurde 1713 bei dem Ritterkanton Rhön_Werra immatrikuliert. Maria Renata Singer von Mossau (1679–1749), Nonne in Unterzell, gilt als letztes Opfer der Hexenverfolgung im Hochstift Würzburg. Franz Friedrich Singer von Mossau, Priester, kaufte 1751 die Hofmark Loch, Gericht Gurglengenfeld.
Die Familie ist mit den Rabensteinern zu Döhlau verwandt.

## Wappen
Blasonierung: In Blau ein silberner Balken (auch Wellenbalken) mit zwei in die Oberecken des Schildes reichenden, gekreuzten goldenen Kolben. Auf dem gekrönten Helm mit silbern-blau-goldenen Decken eine wachsende blaugekleidete männliche Figur, welche die Kolben vor sich hält.